# Les Deux Jeateux
Les Deux Jeateux is een voormalig Nederlands accordeonduo.

## Beginperiode
Het duo (samenvoeging van de twee voornamen) bestond uit Tonny Eyk en zijn tweelingzus Jeanette. Ze debuteerden in 1950 als tienjarigen in het VARAprogramma Amateurs zetten hun beste beentje voor. Als twaalfjarigen speelden ze op het jubileumconcert van de Ramblers.
Regelmatig nam de tweeling deel aan accordeonconcoursen. Ze wonnen op dertienjarige leeftijd een concours in Helmond op door de Italiaanse accordeonfabriek gesponsorde instrumenten. Hun muziekleraar in die tijd was Addy Kleijngeld, en met hem maakten ze in 1954 een tournee door Italië. In 1955 werd de tweeling op vijftienjarige leeftijd. beroepsmuzikant. Les Deux Jeateaux speelden, naarmate ze bekender werden, op feestmarkten, festivals en manifestaties. Ook traden ze veel voor de radio op.

## Hoogtepunt
Dankzij Johnny Jordaan, die in 1955 het Jordaanfestival won, kreeg het duo landelijke bekendheid. Johnny Jordaan toerde met een gezelschap met bekende artiesten als Rudi Carrell en goochelaar Fred Kaps, en met dit accordeonduo. Broer en zus kwamen al spoedig in het naoorlogse variétécircuit terecht en traden op met populaire artiesten uit die tijd zoals Lou Bandy, Albert de Booy, Heintje Davids, Willy Vervoort, Max van Praag, Eddy Christiani, De Spelbrekers en Cees de Lange. Het accordeonduo heeft 22 jaar opgetreden, tot 1972.

## Ten slotte
Tonny ging verder als musicus, componist en begeleider van vele artiesten. Zus Jeanette kreeg steeds meer in de gaten dat alle aandacht naar haar broer ging en samen begrepen ze dat het een juiste beslissing was om te stoppen als duo. Jeanette zegt hierover in 2001: Die zeventien jaren met Les Deux Jeateux waren de mooiste jaren van mijn leven. Ik ben overal geweest, heb prachtige tournees gemaakt en heb wat van de wereld gezien. En Tonny? Ik had me geen betere broer kunnen wensen!